# Ensiferum
Ensiferum är ett finskt viking metal/folk metal-band från Helsingfors. De sjunger på engelska, men har även ett antal låtar på finska.
Ensiferum är latin och betyder direkt översatt "Järnbärare", men i kontext "Svärdets bärare" eller "Svärdbärare". En av bandmedlemmarna fick idén då han kollade igenom namn i en engelsk-latinsk ordbok.

## Historia
Ensiferum fick en början av gitarristen Markus Toivonens idé. De tog namnet Ensiferum i bruk år 1996. Namnet kommer från latin och betyder ”Svärdbärare”. Samma år fick bandet en ny gitarrist och sångare, Jari Mäenpää. 
De andra medlemmarna bättrade sina talanger när Jari Mäenpää gick i Armén år 1997. När han kom bort från armén började bandet arbeta med deras första demo. Demon bandades på Kivi-Studio i oktober och den innehöll stycken: Frost, Old Man (Väinömöinen) och Knighthood.
I januari år 1999 bandades en ny demo på MD-studion. Den innehöll låtarna The Dreamer's Prelude, Little Dreamer (Väinämöinen II), Warrior's Quest och White Storm. Den tredje och den nyaste demon bandades med hjälp av Janne Joutsenniemi (Suburban Tribe), på MD-studion. Joutseniemi bandade och mixade låtarna. Demon innehöll låtarna Intro, Hero In A Dream, Eternal Wait, Battle Song och Guardians Of Fate. I låten Eternal Wait hörde man också Johanna Vakkurins röst. 2001 gick keyboardisten Meiju Enho med i bandet.
Sommaren år 2003 reste Ensiferum till Köpenhamns Sweet Silence-studio. De skulle banda deras andra skiva Iron. Efter bandningen slutade Jari Mäenpää från bandet för att han hade beslutat att han skulle göra ett eget band med namnet Wintersun. Ensiferum nya vokalist blev Petri Lindroos från bandet Norther. Petri Lindroos hjälpte senare till efter en turné med Ensiferum att spela in 2 Album, 1 DVD samt en singel med namnen Dragonheads, Ensiferums 10th Anniversary live, One More Magic Potion och  Victory Songs.
2004 slutade den dåvarande basisten i bandet, Juha-Pekka Miettinen, och ersattes av Sami Hinkka från Rapture. Han hoppade senare av Rapture och spelar nu enbart i Ensiferum.
Keyboardisten Meiju Enho hoppade av bandet 2007. Emmi Silvennoinen från Exsecratus gick med som livekeyboardist samma år, och blev medlem på heltid 2009.
2008 skulle Ensiferum turnera i Ryssland, men en kort tid innan turnén blev Petri Lindroos sjuk och kunde inte delta. Hans sång sköttes av basisten Sami Hinkka, medan Hinkkas företrädare Juha-Pekka Miettinen axlade gitarren under turnén.
2009 släppte Ensiferum sitt fjärde studioalbum som heter From Afar.
Under hösten 2009 kommer även Ensiferum göra en turné runt om i Europa.
I och med Mäenpääs avhopp fick några omarrangemang göras vad gällde sångare, eftersom Petri Lindroos enbart behärskar growl. All clean sång sköts nu av andregitarristen Markus Toivonen, basisten Sami Hinkka och keyboardisten Emmi Silvennoinen.
Under 2009 spelade Ensiferium in en cover på Nordmans låt Vandraren Låten finns med som bonusspår på specialversionen skivan From Afar.

## Medlemmar

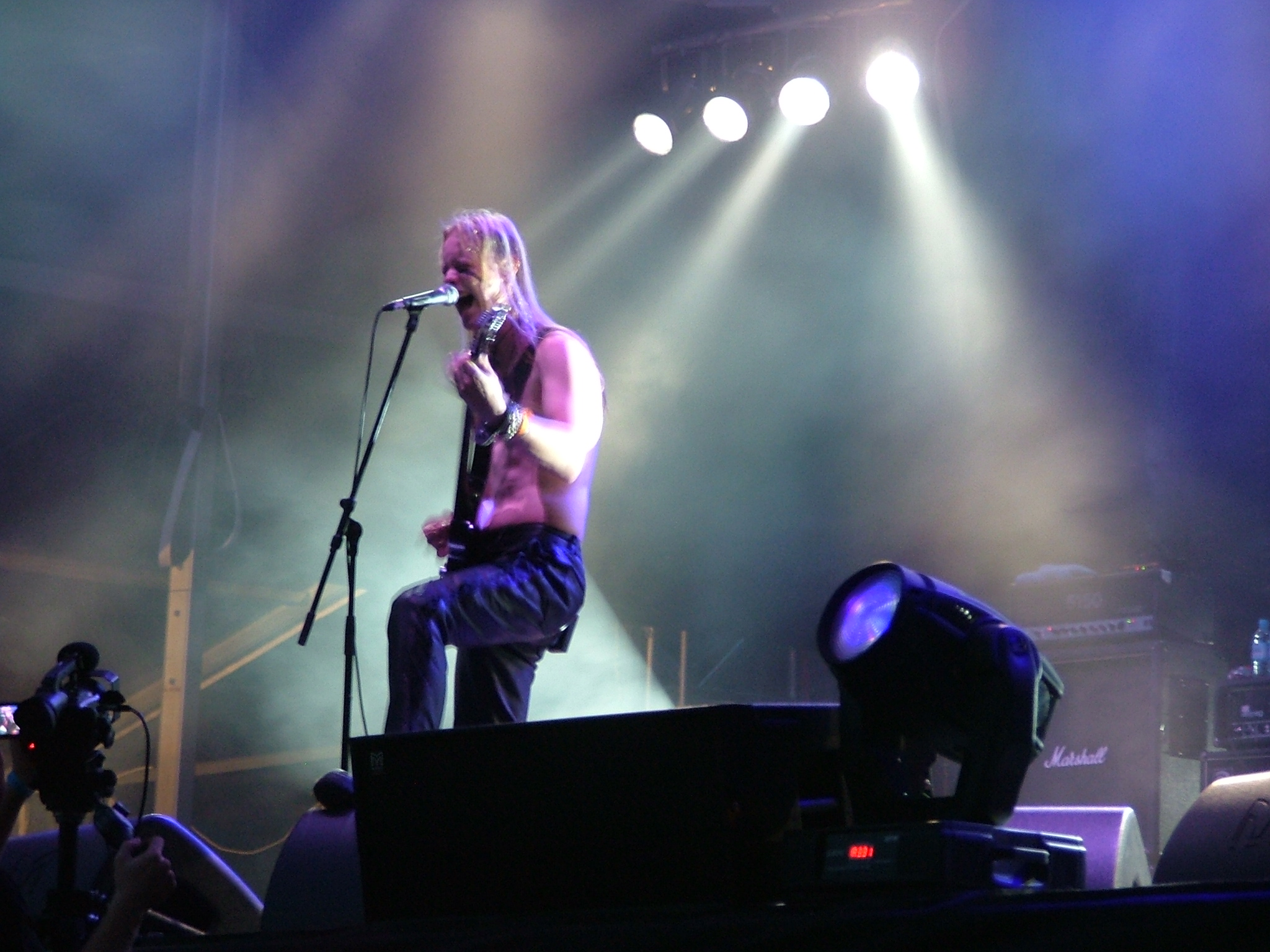
Petri Lindroos

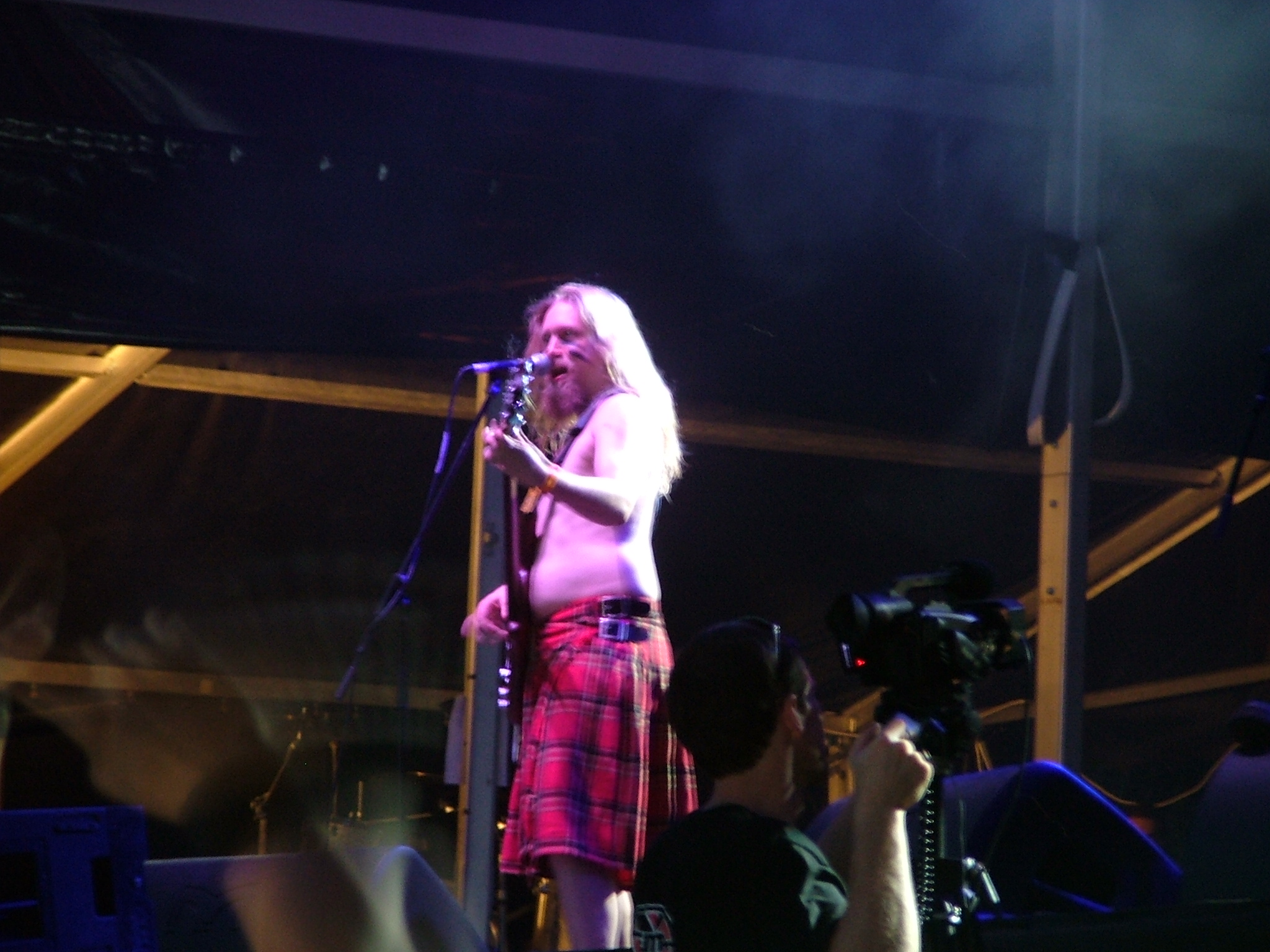
Sami Hinkka

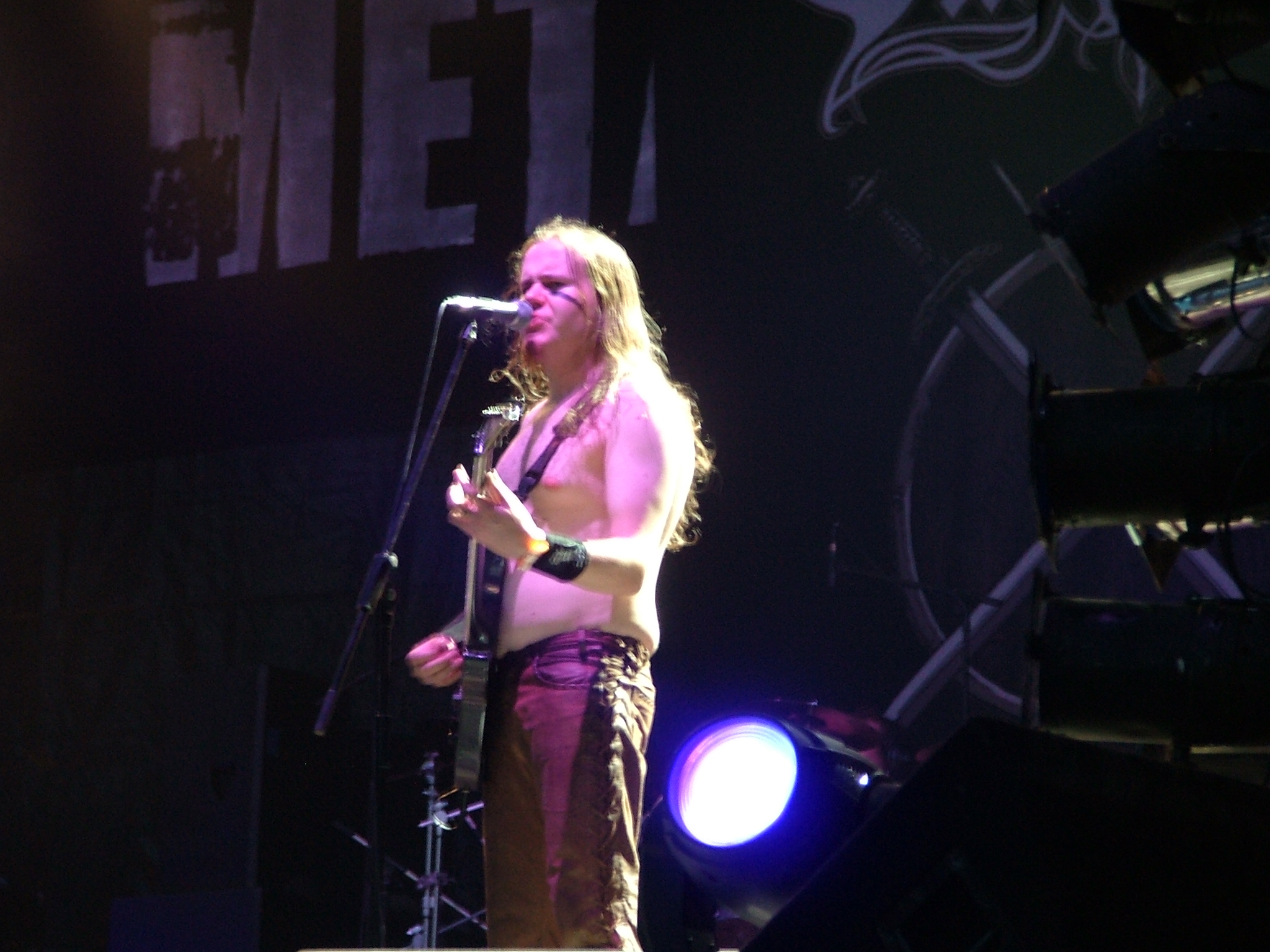
Markus Toivonen

### Nuvarande medlemmar
- Markus Toivonen – gitarr, slagverk, bakgrundssång (1995– ), sång (2004– )
- Petri Lindroos – growl, gitarr (2004– )
- Sami Hinkka – basgitarr, bakgrundssång (2004– )
- Janne Parviainen – trummor, slagverk (2005– )
- Pekka Montin – keyboard, sång (2020– )

### Tidigare medlemmar
- Sauli Savolainen – basgitarr (1995–1998)
- Kimmo Miettinen – trummor (1995–1998)
- Jari Mäenpää – sång, gitarr, keyboard (1996–2004)
- Jukka-Pekka Miettinen – basgitarr, bakgrundssång (1998–2004)
- Oliver Fokin – trummor, slagverk (1998–2005)
- Meiju Enho – keyboard (2001–2007)
- Emmi Silvennoinen – keyboard, piano, orgel, bakgrundssång (2009–2016)
- Netta Skog – dragspel, sång (2016–2017)

### Turnerande medlemmar
- Netta Skog – dragspel (2015–2016)
- Emmi Silvennoinen – keyboard (2007–2009)
- Jukka-Pekka Miettinen – gitarr, bakgrundssång (2008), basgitarr, bakgrundssång (2013)
- Laura Dziadulewicz – keyboard, sång (2018–2020)

### Gästmusiker (studio)
- Johanna Vakkuri – sång, flöjt (1999–2007)
- Marita Toivonen – kantele (2001)
- Teemu Saari – sång (2001)
- Antti Mikkonen – sång (2001)
- Henri Sorvali – keyboard (2001)
- Kaisa Saari – sång (2004–2006, 2009)
- Vesa Vigman – bouzouki, mandolin, saxofon, dulcimer (2004–2006)
- Miska Engström – bakgrundssång (2004)
- Pekka Aho (aka Frostheim) – bakgrundssång (2004–2006)
- Eveliina Kontio – kantele (2004)
- Aleksi Parviainen – sång (2007)
- Jenni Turku – blockflöjt (2009)
- Olli Ahvenlahti – piano (2009–2010)
- Heri Joensen – sång (2009, 2015)
- Jukka-Pekka Miettinen – bakgrundssång (2009)
- Mikko P. Mustonen – orkestrering, flöjt (2009)
- Lassi Logren – nyckelharpa (2009, 2015)
- Timo Väänänen – kantele (2009, 2015)
- Tobias Tåg – flöjt, blockflöjt, tin whistle (2009)
- Olli Varis – mandolin, mandola (2009)
- Andy Whittle – sologitarr (2012)
- Markus Toivonen – gitarr, bakgrundssång (2012)
- Sami Hinkka – basgitarr (2012)
- Petri Lindroos – gitarr, growl (2012)
- Janne Parviainen – trummor (2012)
- Netta Skog – dragspel, sång (2015)
- Olli Haavisto – pedal steel guitar (2015)

## Diskografi
Demo
- Demo I (1997)
- Demo II (1999)
- Hero in a Dream (1999)

Studioalbum
- Ensiferum (2001)
- Iron (2004)
- Victory Songs (2007)
- From Afar (2009)
- Unsung Heroes (2012)
- One Man Army (2015)
- Two Paths (2017)
- Thalassic (2020)
- Winter Storm (2024)

EP
- Dragonheads (2006)
- Suomi Warmetal (2014)
- The Live Path (2017)

Singlar
- "Tale of Revenge" (2004)
- "Deathbringer from the Sky" (2007)
- "One More Magic Potion" (2007)
- "From Afar" (2009)
- "Stone Cold Metal" (2010)
- "Burning Leaves" (2012)

Samlingsalbum
- 1997-1999 (2005)
- Two Decades of Greatest Sword Hits (2016)
- Victory Songs + From Afar (2017)

Video
- 10th Anniversary Live (DVD) (2006)